# Ancherythroculter kurematsui
Ancherythroculter kurematsui là một loài cá chép thuộc chi Ancherythroculter. Đây là loài đặc hữu của sông Trường Giang, Trung Quốc, được mô tả năm 1934.
Loài này được đặt theo tên của U. Kurematsu.